# Dosso (Níger)
Dosso é uma cidade da região de Dosso, em Níger. A cidade está situada 130 a 140 km a sudeste da capital Niamey. Tinha 91 488 habitantes em 2011.